# Gran Premi de Bèlgica del 2012
El Gran Premi de Bèlgica de Fórmula 1 de la temporada 2012 s'ha disputat al Circuit de Spa-Francorchamps, del 31 d'agost al 2 de setembre del 2012.

## Resultats de la qualificació
| Pos                                  | No | Pilot              | Constructor           | Part 1   | Part 2   | Part 3   | Sortida |
| ------------------------------------ | -- | ------------------ | --------------------- | -------- | -------- | -------- | ------- |
| 1                                    | 3  | Jenson Button      | McLaren-Mercedes      | 1:49.250 | 1:47.654 | 1:47.573 | 1       |
| 2                                    | 14 | Kamui Kobayashi    | Sauber-Ferrari        | 1:49.686 | 1:48.569 | 1:47.871 | 2       |
| 3                                    | 18 | Pastor Maldonado   | Williams-Renault      | 1:48.993 | 1:48.780 | 1:47.893 | 61      |
| 4                                    | 9  | Kimi Räikkönen     | Lotus F1 Team-Renault | 1:49.546 | 1:48.414 | 1:48.205 | 3       |
| 5                                    | 15 | Sergio Pérez       | Sauber-Ferrari        | 1:49.642 | 1:47.980 | 1:48.219 | 4       |
| 6                                    | 5  | Fernando Alonso    | Ferrari               | 1:49.401 | 1:48.598 | 1:48.313 | 5       |
| 7                                    | 2  | Mark Webber        | Red Bull-Renault      | 1:49.859 | 1:48.546 | 1:48.392 | 122     |
| 8                                    | 4  | Lewis Hamilton     | McLaren-Mercedes      | 1:49.605 | 1:48.563 | 1:48.394 | 7       |
| 9                                    | 10 | Romain Grosjean    | Lotus F1 Team-Renault | 1:50.126 | 1:48.714 | 1:48.538 | 8       |
| 10                                   | 11 | Paul di Resta      | Force India-Mercedes  | 1:50.033 | 1:48.729 | 1:48.890 | 9       |
| 11                                   | 1  | Sebastian Vettel   | Red Bull-Renault      | 1:49.722 | 1:48.792 |          | 10      |
| 12                                   | 12 | Nico Hülkenberg    | Force India-Mercedes  | 1:49.362 | 1:48.855 |          | 11      |
| 13                                   | 7  | Michael Schumacher | Mercedes GP           | 1:49.742 | 1:49.081 |          | 13      |
| 14                                   | 6  | Felipe Massa       | Ferrari               | 1:49.588 | 1:49.147 |          | 14      |
| 15                                   | 17 | Jean-Éric Vergne   | Toro Rosso-Ferrari    | 1:49.763 | 1:49.354 |          | 15      |
| 16                                   | 16 | Daniel Ricciardo   | Toro Rosso-Ferrari    | 1:49.572 | 1:49.543 |          | 16      |
| 17                                   | 19 | Bruno Senna        | Williams-Renault      | 1:49.958 | 1:50.088 |          | 17      |
| 18                                   | 8  | Nico Rosberg       | Mercedes GP           | 1:50.181 |          |          | 232     |
| 19                                   | 20 | Heikki Kovalainen  | Caterham-Renault      | 1:51.739 |          |          | 18      |
| 20                                   | 21 | Vitali Petrov      | Caterham-Renault      | 1:51.967 |          |          | 19      |
| 21                                   | 24 | Timo Glock         | Marussia-Cosworth     | 1:52.336 |          |          | 20      |
| 22                                   | 22 | Pedro de la Rosa   | HRT-Cosworth          | 1:53.030 |          |          | 21      |
| 23                                   | 25 | Charles Pic        | Marussia-Cosworth     | 1:53.493 |          |          | 22      |
| 24                                   | 23 | Narain Karthikeyan | HRT-Cosworth          | 1:54.989 |          |          | 24      |
| temps de la regla del 107%: 1:56.622 |    |                    |                       |          |          |          |         |
| Font:                                |    |                    |                       |          |          |          |         |

Notes:
- ^1  — Pastor Maldonado ha estat penalitzat amb tres places per molestar la volta ràpida de Nico Hülkenberg a la Q1.[2]
- ^2  — Mark Webber i Nico Rosberg han estat penalitzats amb 5 posicions per substituir la caixa de canvis.[3]

## Resultats de la Cursa
| Pos   | No | Pilot              | Constructor           | Voltes | Temps / Retirada | Pos.Sortida | Punts |
| ----- | -- | ------------------ | --------------------- | ------ | ---------------- | ----------- | ----- |
| 1     | 3  | Jenson Button      | McLaren-Mercedes      | 44     | 1h 29' 08. 530   | 1           | 25    |
| 2     | 1  | Sebastian Vettel   | Red Bull-Renault      | 44     | + 13.624 s       | 10          | 18    |
| 3     | 9  | Kimi Räikkönen     | Lotus F1 Team-Renault | 44     | + 25.334 s       | 3           | 15    |
| 4     | 12 | Nico Hülkenberg    | Force India-Mercedes  | 44     | + 27.843 s       | 11          | 12    |
| 5     | 6  | Felipe Massa       | Ferrari               | 44     | + 29.845 s       | 14          | 10    |
| 6     | 2  | Mark Webber        | Red Bull-Renault      | 44     | + 31.244 s       | 12          | 8     |
| 7     | 7  | Michael Schumacher | Mercedes GP           | 44     | + 53.374 s       | 13          | 6     |
| 8     | 17 | Jean-Éric Vergne   | Toro Rosso-Ferrari    | 44     | + 58.865 s       | 15          | 4     |
| 9     | 16 | Daniel Ricciardo   | Toro Rosso-Ferrari    | 44     | + 1' 02.982 min. | 16          | 2     |
| 10    | 11 | Paul di Resta      | Force India-Mercedes  | 44     | + 1' 03.783 min. | 9           | 1     |
| 11    | 8  | Nico Rosberg       | Mercedes GP           | 44     | + 1' 05.111 min. | 23          |       |
| 12    | 19 | Bruno Senna        | Williams-Renault      | 44     | + 1' 11.529 min. | 17          |       |
| 13    | 14 | Kamui Kobayashi    | Sauber-Ferrari        | 44     | + 1' 56.119 min. | 2           |       |
| 14    | 21 | Vitali Petrov      | Caterham-Renault      | 43     | + 1 Volta        | 19          |       |
| 15    | 24 | Timo Glock         | Marussia-Cosworth     | 43     | + 1 Volta        | 20          |       |
| 16    | 25 | Charles Pic        | Marussia-Cosworth     | 43     | + 1 Volta        | 22          |       |
| 17    | 20 | Heikki Kovalainen  | Caterham-Renault      | 43     | + 1 Volta        | 18          |       |
| 18    | 22 | Pedro de la Rosa   | HRT-Cosworth          | 43     | + 1 Volta        | 21          |       |
| Ret   | 23 | Narain Karthikeyan | HRT-Cosworth          | 30     | Pèrdua de roda   | 24          |       |
| Ret   | 18 | Pastor Maldonado   | Williams-Renault      | 5      | Col·lisió        | 6           |       |
| Ret   | 15 | Sergio Pérez       | Sauber-Ferrari        | 0      | Col·lisió        | 4           |       |
| Ret   | 5  | Fernando Alonso    | Ferrari               | 0      | Col·lisió        | 5           |       |
| Ret   | 4  | Lewis Hamilton     | McLaren-Mercedes      | 0      | Col·lisió        | 7           |       |
| Ret   | 10 | Romain Grosjean    | Lotus F1 Team-Renault | 0      | Col·lisió        | 8           |       |
| Font: |    |                    |                       |        |                  |             |       |

Notes:
- ^1  Romain Grosjean ha estat penalitzat amb l'exclusió de la propera cursa per provocar l'accident de la sortida del GP.[4] Serà substituït per Jérôme d'Ambrosio.[5]

- ^2  Pastor Maldonado també ha estat penalitzat per la propera cursa amb 10 posicions a la graella per saltar-se la sortida i causar l'accident amb Timo Glock després de l'accident de Grosjean.[6]

## Classificació del mundial després de la cursa
| Pos | Pilot            | Punts |
| --- | ---------------- | ----- |
| 1   | Fernando Alonso  | 164   |
| 2   | Sebastian Vettel | 140   |
| 3   | Mark Webber      | 132   |
| 4   | Kimi Räikkönen   | 131   |
| 5   | Lewis Hamilton   | 117   |

| Pos | Constructor           | Punts |
| --- | --------------------- | ----- |
| 1   | Red Bull-Renault      | 271   |
| 2   | McLaren-Mercedes      | 218   |
| 3   | Lotus F1 Team-Renault | 207   |
| 4   | Ferrari               | 199   |
| 5   | Mercedes GP           | 112   |

- Nota: Només s'inclouen els 5 primers de cada classificació. Per veure-la completa aneu a Temporada 2012 de Fórmula 1

## Altres
- Pole: Jenson Button 1' 47. 573

- Volta ràpida: Bruno Senna 1' 52. 822 (a la volta 43)